# Karancskeszi
Karancskeszi is een plaats (község) en gemeente in het Hongaarse comitaat Nógrád. Karancskeszi telt 1949 inwoners (2001).